# Günter Mattei

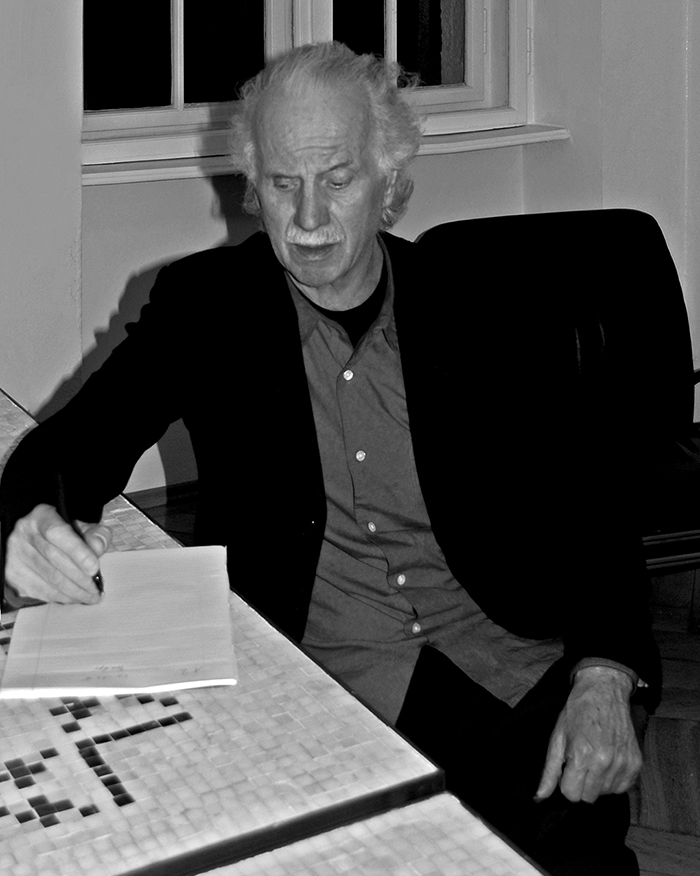
Günter Mattei (2015)

Günter Mattei (* 3. August 1947 in Alberschwende bei Bregenz) ist ein österreichischer Illustrator, Art-Director, Grafiker und (Mit-)Autor verschiedener Bücher. Er lebt und arbeitet in München und Salzburg.

## Leben und Wirken
Mattei absolvierte in Bregenz eine kaufmännische Ausbildung und eine Ausbildung zum Schaufensterdekorateur. Nach einigen Wanderjahren als Dekorateur und Messegestalter in Wien, Zürich und London zog er 1971 nach München. Dort studierte er am damaligen Graphik-Design-Center unter anderem Illustration bei Manfred Popp, mit dem er nach dem Studium einige Jahre im gemeinsamen Atelier für Buch- und Zeitschriftenverlage, Werbung und verschiedene Kultureinrichtungen arbeitete. In dieser Zeit unternahm er auch mehrere ausgedehnte Reisen, vor allem in tropische Regionen, insbesondere in die Karibik.
Seine Zusammenarbeit mit dem Münchner Tierpark Hellabrunn begann 1982 in der Person von Henning Wiesner, mit der Schauburg München – dem Theater der Jugend – mit Dagmar Schmidt und George Podt, und auch mit Charles Schumann und dessen Bar. Ein paar Jahre später kam die Werbeagentur Network, Josef Schaaf mit seiner Werbeagentur Cooperation, später Network, dazu. In der Kooperation mit den Mitarbeitern der Agentur setzte Mattei über viele Jahre große Projekte um.
In München bekannt wurden Plakate für den Tierpark Hellabrunn und für die Schauburg, weltweit die Tierbücher mit Henning Wiesner und die Barbücher mit Charles Schumann. In den USA und Kanada gab es eine mehrjährige Werbekampagne für Myers’s Rum in den 1990er Jahren sowie zahlreiche Theater- und Veranstaltungsplakate für Musik- und Theaterfestivals.
2007 endete die Zusammenarbeit mit dem Tierpark, 2017 mit der Schauburg. Damit hatte sich Mattei zunehmend aus dem öffentlichen Raum verabschiedet und beschäftigt sich heute vorrangig mit eigenen Projekten, Ausstellungen und der Vermarktung seines umfangreichen Archivs.

## Buchillustrationen
- Deutscher Märchenschatz. Naturalis, München 1982.
- Schatztruhe Deutschland. Mosaik, München 1983, ISBN 3-570-00745-6.
- Schumann's Barbuch – Drinks & Stories. Heyne, München 1984, ISBN 3-453-36004-4.
- Bibulus – 1x1 des guten Weins. Mosaik, München 1984, ISBN 3-570-03090-3.
- Schumann's Tropical Barbuch. Heyne, München 1986, ISBN 3-453-36021-4.
- American Bar. Heyne, München 1991, ISBN 3-453-04368-5.
- Champagner. Heyne / Moet Chandon, München 1993, ISBN 3-453-06932-3.
- Das kleine Buch für alle die München lieben. Heyne 1994.
- Das kleine Buch für den Pfeifenraucher. Heyne 1995, ISBN 3-453-09322-4.
- Schumann’s Whisk(e)y Lexikon. Heyne, München 1996, ISBN 3-453-11529-5.
- Viechereien. Heyne, München 1998, ISBN 3-453-13772-8.
- Im Garten der Tiere. Heyne, München 1998, ISBN 3-453-13771-X.
- Schumann’s Maximilianstraße 36. Heyne, München 2003, ISBN 3-89910-211-8.
- Müssen Tiere Zähne putzen? Hanser, München 2005, ISBN 978-3-446-20611-3.
- Shakespeare für Zeitgenossen. Sanssouci, München 2006, ISBN 978-3-7254-1398-0.
- Das große Buch der Tiere. Hanser, München 2006, ISBN 978-3-446-20738-7
- Die Nudel. Deuticke im Paul Zsolnay Verlag, Wien 2007, ISBN 978-3-552-06042-5.
- Kamasutra Kopfüber. C.H.Beck, München 2010, ISBN 978-3-406-59877-7.
- Wenn Hunde sprechen könnten. Hanser, München 2013, ISBN 978-3-446-24169-5.
- Schumann’s Bar. ZS-Verlag, München 2015, ISBN 978-3-89883-502-2.
- The American Bar. Rizzoli, New York 2018, ISBN 978-0-8478-6307-5.
- Frau Wolle – Trilogie. Hanser, München 2018-2020, ISBN 978-3-446-26052-8.
- Whisk(e)y Lexicon. Rizzoli, New York 2021, ISBN 978-0-8478-6709-7.
- Der kleine Reisebegleiter. Knesebeck, München 2022, ISBN 978-3-95728-671-0.

## Auszeichnungen
- 1998: Luchs des Monats Dezember für Viechereien
- 2007: Bologna Ragazzi Award für Müssen Tiere Zähne putzen?
- 2020: Designpreis der Landeshauptstadt München[2]

## Ausstellungen
- 2001: Winter&Winter Gallery, München. Tropical visions
- 2002: U5–Akademie an der Einsteinstraße, München. Bilder sind unser visuelles Gedächtnis
- 2007: Internationale Jugendbibliothek, München. Mattei im Bücherschloss
- 2023: Wilhelm Busch – Deutsches Museum für Karikatur und Zeichenkunst, Hannover. Bilder von Günter Mattei[3]